# Tabanus iyoensis
Tabanus iyoensis är en tvåvingeart som beskrevs av Tokuichi Shiraki 1918. Tabanus iyoensis ingår i släktet Tabanus och familjen bromsar. Inga underarter finns listade i Catalogue of Life.